# اریل بس
اریل بس (فرانسوی: Ariel Besse‎؛ زادهٔ ۷ اکتبر ۱۹۶۵) هنرپیشه اهل فرانسه است. وی بین سال‌های ۱۹۸۱ تا ۱۹۸۲ میلادی فعالیت می‌کرد.
از فیلم‌ها یا برنامه‌های تلویزیونی که وی در آنها نقش داشته‌است می‌توان به ناپدری اشاره کرد.